# Erik Weispfennig
Erik Weispfennig (ur. 13 sierpnia 1969 w Iserlohn) – niemiecki kolarz torowy i szosowy, dwukrotny medalista torowych mistrzostw świata.

## Kariera
Pierwszy sukces w karierze Erik Weispfennig osiągnął w 1989 roku, kiedy zdobył brązowy medal mistrzostw RFN w indywidualnym wyścigu na dochodzenie. Rok później wystartował na mistrzostwach świata w Maebashi, gdzie wspólnie z Andreasem Walzerem, Michaelem Glöcknerem i Stefanem Steinwegiem wywalczył srebrny medal w drużynowym wyścigu na dochodzenie. Jego największym osiągnięciem jest jednak zdobycie w parze ze Steinwegiem złotego medalu w madisonie podczas mistrzostw świata w Manchesterze w 2000 roku. Ponadto Erik wielokrotnie zdobywał medale torowych mistrzostw Niemiec, a w 1993 roku zdobył także brązowy medal szosowym mistrzostw kraju. Nigdy nie startował na igrzyskach olimpijskich.